# Rainer Hannig
Rainer H. G. Hannig (* 19. August 1952 in Eime; † 29. Januar 2022) war ein deutscher Ägyptologe.

## Werdegang
Hannig studierte Ägyptologie, Sprachwissenschaften und Sozialarbeit in Dortmund, Göttingen, Heidelberg und Tübingen. In Tübingen erlangte er 1979 den Magistergrad mit der Arbeit Erzählung und Rede in Papyrus Westcar. In Heidelberg wurde er bei Jan Assmann mit der Dissertation Der Kernbereich des mittelägyptischen Verbalsystems promoviert. Von 1984 bis 1987 war er Gastprofessor für Ägyptologie am Institute for the History of Ancient Civilizations der Northeast Normal University in Changchun und damit erster Dozent für Ägyptologie in China. In den 1990er Jahren war Rainer Hannig am Roemer- und Pelizaeus-Museum in Hildesheim tätig. In dieser Zeit ergab sich im Rahmen eines DFG-Projektes die Möglichkeit zu Forschungsaufenthalten in Ägypten, wo er das Grab des Iri-en-achti, eines bis dato unbekannten Wesirs aus der 6. Dynastie, entdeckte. 2002 leitete er gemeinsam mit Günter Dreyer das Wesirgrab-Projekt, eine Ausgrabung des Deutschen Archäologischen Instituts auf dem Mastabafriedhof des Pyramidenkomplexes von Gizeh. Ab 2003 lehrte Rainer Hannig als Honorarprofessor Ägyptologie an der Universität Marburg, wo er sich 2008 habilitierte. 
Rainer Hannig ist Verfasser der Hannig-Lexica, einer Wörterbuchreihe, die weltweit die umfangreichste Sammlung altägyptischer Wörter aus hieroglyphischen und hieratischen Texten für die Zeit des Alten bis Neuen Reiches enthält. Bislang sind 5 Bände der Hannig-Lexica erschienen. Der 6. Band „Ägyptisches Wörterbuch III Neues Reich“ ist in Vorbereitung.
Hannig erforschte das Voynich-Manuskript. Im Juni 2020 publizierte er eine Interpretation, wonach es sich bei der zugrundeliegenden Sprache um altertümliches (spätmittelalterliches) Hebräisch handeln soll.
Im August 2025 erhielt der Asteroid des mittleren Hauptgürtels (426524) 2013 RH52 zu seinen Ehren den Namen (426524) Rainerhannig.
Rainer Hannig war mit der Ägyptologin Daniela Rutica verheiratet und wohnte in Warstein.

## Veröffentlichungen
- Hannig-Lexica: Die Sprache der Pharaonen. (2800-950 v. Chr.).
  - Band 1: Die Sprache der Pharaonen. Großes Handwörterbuch Ägyptisch-Deutsch (= Kulturgeschichte der Antiken Welt. Band 64). 6., unveränderte Auflage, von Zabern, Darmstadt 2015, ISBN 978-3-8053-4935-2.
  - Band 2: Rainer Hannig, Petra Vomberg: Wortschatz der Pharaonen in Sachgruppen. Kulturhandbuch Ägyptens (= Kulturgeschichte der antiken Welt. Band 72). 2. Auflage. von Zabern, Mainz 2012, ISBN 978-3-8053-4473-9.
  - Band 3: Die Sprache der Pharaonen. Großes Handwörterbuch Deutsch-Ägyptisch (= Kulturgeschichte der antiken Welt. Band 86). 2., unveränderte Auflage. von Zabern, Mainz 2014, ISBN 978-3-8053-4759-4.
  - Band 4: Altes Reich und Erste Zwischenzeit (= Kulturgeschichte der antiken Welt. Band 98). von Zabern, Mainz 2003, ISBN 3-8053-3088-X.
  - Band 5: Mittleres Reich und Zweite Zwischenzeit (= Kulturgeschichte der antiken Welt. Band 112). von Zabern, Mainz 2006, ISBN 3-8053-3690-X.
- Zur Paläographie der Särge aus Assiut (= Hildesheimer ägyptologische Beiträge. Band 47). Gerstenberg, Hildesheim 2006, ISBN 3-8067-8569-4.
- Pseudopartizip und sDm.n=f. Der Kernbereich des mittelägyptischen Verbalsystems II. (= Hildesheimer Ägyptologische Beiträge. Band 32). Gerstenberg, Hildesheim 1991, ISBN 3-8067-8123-0.